# Pfarrkirche Wolfsthal

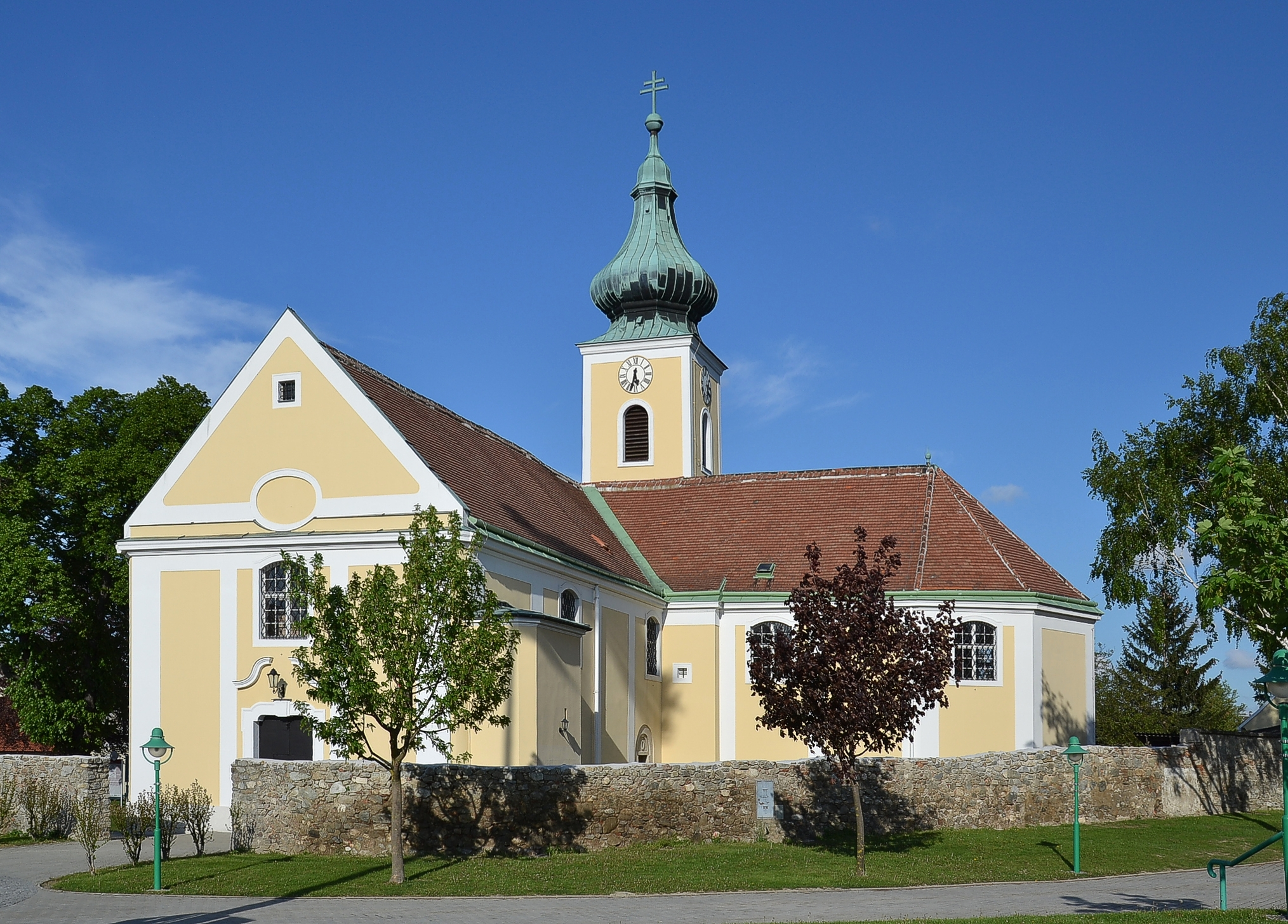
Katholische Pfarrkirche hl. Maria Mutter der Barmherzigkeit und hl. Jakobus der Ältere in Wolfsthal

Die römisch-katholische Pfarrkirche Wolfsthal steht auf einem leicht erhöhten Platz an der Hauptstraße südlich in der Ortschaft der Gemeinde Wolfsthal im Bezirk Bruck an der Leitha in Niederösterreich. Die dem Patrozinium der Heiligen Maria Mutter der Barmherzigkeit und Jakobus der Ältere unterstellte Pfarrkirche gehört zum Dekanat Hainburg in der Erzdiözese Wien. Die Kirche steht unter Denkmalschutz (Listeneintrag).

## Geschichte
Vom 14. bis 16. Jahrhundert bestand ein Vikariat, 1642 urkundlich eine Filiale der Pfarrkirche Hainburg. Die Pfarre wurde 1783 gegründet.
Die im Kern mittelalterliche und frühbarocke Saalkirche aus dem 17. Jahrhundert erhielt 1665 östlich der halbkreisförmigen Apsis einen hohen Turm. Von 1744 bis 1749 wurde die Kirche mit zwei ausladenden Querarmen zur Wallfahrtskirche erweitert. Die Kirche wurde 1988 restauriert, 1998 außen.

## Architektur
Das Kirchenäußere zeigt einen breit gelagerten Kirchenbau, die Querarme mit polygonalen Schlüssen, die Fassaden zeigen eine schlichte Putzrahmengliederung, Segmentbogenfenster und Schulterportale, die Westfront zeigt einen Dreieckgiebel und ein Hauptportal mit gesprengtem Giebel. Mittelalterliches Quadermauerwerk an der Südseite des Langhauses und ein romanisches Rundbogenportal mit Lünette in der Südwestecke wurden 1998 freigelegt. Der Turm zeigt erneuerte Ecklisenen, Rundbogenfenster (ursprünglich mit Biforen), er trägt eine verblechte Zwiebelhaube aus 1963 und ein Kreuz mit Knauf, restauriert 1963/1970. Nördlich steht ein in den 1960er Jahren erweiterter Sakristeianbau. Im Süden im Winkel zwischen Langhaus und Querarm befindet sich eine Patronatsgruft.
Das Kircheninnere zeigt ein höheres älteres vierjochiges Langhaus mit dem zentralisierenden, von einer halbkreisförmigen Apsis geschlossenen Querhaus, das Langhaus hat Kreuzgratgewölbe auf Pilastern mit einem umlaufenden profilierten Gebälk, über der Vierung befindet sich eine Flachkuppel, in den zwei dreijochigen Querarmen gibt es Segmenttonnengewölbe mit je zwei Gurten bzw. zwei Fenstern helldunkel rhythmisiert, zuletzt münden die Gewölbe dreikuppelig mit Bänderpaaren in gewölbten Rundapsiden. Die Westempore hat eine gerade Brüstung mit einer Putzgliederung. Das Turmerdgeschoß und der südliche Bereich der Sakristei sind kreuzgratgewölbt.
Die Malereien in der Apsis und in der Vierungskuppel schuf Josef Krinner 1749 mit Scheinarchitekturen und Blumenvasen und in der Scheinkuppel mit einer gemalten Architekturgliederung und Büsten der Vier Kirchenväter und Szenen der sieben Freuden der Engel, die Malereien wurden 1873, 1956 und 2002 restauriert.

## Einrichtung
Die Einrichtung entstand überwiegend in der Mitte des 18. Jahrhunderts.
Der frei stehende Hochaltar aus 1749, 1969 und 2002 restauriert, hat einen konkaven Säulenbaldachinaufbau und eine sarkophagförmige Mensa, der Hochaltar trägt auf einer rezenten Säule die Gnadenstatue Maria am Birnbaum aus 1700, welche 1737 hierher übertragen wurde, und die Statuen der Heiligen Jakob und Andreas und am Auszug das Relief Aufnahme und Krönung Mariens.
Die neobarocke Orgel baute Josef Loyp 1846.

## Grabdenkmäler
- Im nördlichen Querarm eine Grabplatte zu Frau Susanne Walterskirchen 1654.